# Cédric Jandau
Cédric Jandau est un  footballeur français né le 2 novembre 1976 à Calais (Pas-de-Calais). 
Ce joueur de grande taille (1,84 m pour 75 kg), évolue comme milieu de terrain, principalement à Calais. 
Avec ce club, il est finaliste de la Coupe de France en 2000. Il est l'auteur d'un but en demi-finale contre les Girondins de Bordeaux. Parallèlement à sa carrière de footballeur, il était emploi jeune au club cette année-là.

## Carrière de joueur
- 1994-2002 : Calais RUFC
- 2002-2006 : US Gravelines
- 2006-janvier 2007 : US Boulogne
- janvier 2007-2008 : US Castanet Tolosan[1]

## Palmarès
- Finaliste de la Coupe de France en 2000 avec le Calais RUFC